# Aeroportul Ahe
Aeroportul Ahe (IATA: AHE, ICAO: NTHE) este un aeroport din Polinezia Franceză, Franța ce deservește zona Ahe⁠(d). Aeroportul a fost tranzitat în 2022 de 9.646 de pasageri. A fost deschis în 1997 și numit după zona deservită.
Situat la o altitudine de 3 m, aeroportul dispune de o singură pistă.